# Dušan Žiška
Dušan Žiška (21. května 1949 – 12. února 2002, Bratislava) byl slovenský hokejista, útočník.

## Hokejová kariéra
V československé lize hrál za Slovan Bratislava CHZJD a během vojenské služby za Duklu Jihlava. Získal 2 mistrovské tituly.

## Klubové statistiky
| Sezona    | Klub                    | Soutěž  | Základní část | Základní část | Základní část | Základní část | Základní část |
| Sezona    | Klub                    | Soutěž  | Z             | G             | A             | B             | TM            |
| --------- | ----------------------- | ------- | ------------- | ------------- | ------------- | ------------- | ------------- |
| 1968/1969 | Slovan Bratislava CHZJD | 1. liga | 11            | 0             | 0             | 0             | -             |
| 1969/1970 | Dukla Jihlava           | 1. liga | 3             | 0             | 0             | 0             | 0             |
| 1971/1972 | Slovan Bratislava CHZJD | 1. liga | 36            | 4             | 7             | 11            | 14            |
| 1972/1973 | Slovan Bratislava CHZJD | 1. liga | 36            | 6             | 7             | 13            | -             |
| 1975/1976 | Slovan Bratislava CHZJD | 1. liga | 32            | 10            | 17            | 27            | -             |
| 1977/1978 | Slovan Bratislava CHZJD | 1. liga | 36            | 6             | 9             | 15            | 16            |
| 1978/1979 | Slovan Bratislava CHZJD | 1. liga | 44            | 9             | 14            | 23            | -             |
| 1979/1980 | Slovan Bratislava CHZJD | 1. liga | 42            | 11            | 13            | 24            | 22            |
| 1983/1984 | Slovan Bratislava CHZJD | 1. liga | 7             | 0             | 2             | 2             | 0             |

## Trenérská kariéra
Po skončení aktivní kariéry trénoval Slovan, HK Nitra, HK Skalica, slovenský reprezentační výběr do 20 let a byl i asistentem trenéra seniorské reprezentace Jozefa Golonky.